# Karl Liecke
Karl Rudolf Liecke (* 10. September 1922 in Magdeburg; † 3. Juli 1982 in Köln) war ein deutscher Schauspieler bei Bühne und Fernsehen.

## Leben
Liecke erhielt während des Zweiten Weltkriegs seine Schauspielausbildung bei dem bekannten Filmschauspieler Hans Brausewetter und spielte anschließend an Theatern in Cottbus, Stendal, Halberstadt, Göggingen (Kurhaus-Theater), Osnabrück, Lübeck, Kiel, Hannover, Essen, Wiesbaden und Köln. Daneben gab er Gastspiele und wirkte im Hörfunk, zum Beispiel als Herzog von Lauzun in der Operette Die Dubarry in einer WDR-Produktion von 1976 oder im Hörspiel Familienbande aus dem Jahre 1977 mit. Seit 1963 wirkte er mit kleinen und mittelgroßen Rollen auch in einer Reihe von Fernsehspielen sowie in TV-Adaptionen von Theaterstücken mit. Zeitgleich blieb er jedoch auch weiterhin der Bühne treu und trat in so verschiedenartigen Stücken wie Die Irre von Chaillot (1964), Schinderhannes (1966) und Das Spiel der Mächtigen (1977) auf. Auch bei den Salzburger Festspielen war Karl Liecke in den 1970er Jahren zu sehen.

## Filmografie
- 1963: Drei Einakter
- 1965: … anders als Maschinen
- 1965: Der Verfolgung und Ermordung Jean Paul Marats
- 1966: Das Leben ist schön
- 1966: Polizeifunk ruft (TV-Serie, eine Folge)
- 1970: Pariser Leben
- 1970: Tod nach Mitternacht
- 1971: Express (TV-Serie, eine Folge)
- 1982: Locker vom Hocker oder Es bleibt schwierig (Sketchreihe, eine Folge)